# 동점역
동점역(Dongjeom station, 銅店驛)은 강원특별자치도 태백시 동점동에 위치한 영동선의 철도역이다.
이 역은 강원도 최남단에 위치해 있는 역이다. 아울러 2009년 기준으로 영주역과 동해역으로 가는 무궁화호 열차가 1일 2회 정차하였으나, 현재는 어떠한 여객열차도 정차하지 않는다. 철암역에서 3 km 가까이 내리막이 연속되어 피난선이 설치되어 있다. 피난선은 철암역 쪽에서 분기하여 50퍼밀의 급경사로 부설되어 있으며, 안전측선의 역할도 겸하고 있다. 현재 대한민국에서 유일하게 (피난선 겸용) 안전측선이 위치한 역이다.

## 역명 유래
본래 통점이라 하였는데 이는 구리를 캐는 곳이라는 의미이며 이후 동점으로 변형되었다.

## 역사
- 1956년 1월 1일 : 보통역으로 영업 개시[1]
- 1957년 6월 7일 : 역사 신축 준공
- 1993년 9월 1일 : 차내취급역으로 지정
- 1994년 1월 1일 : 소화물 취급 중지[2]
- 2004년 9월 1일 : 화물 취급 중지[3]
- 2009년 6월 18일 : 간이역으로 격하
- 2009년 7월 1일 : 여객 취급 중지